# Cartier (joieria)
Société Cartier és una empresa francesa que dissenya, fabrica i comercialitza joies i rellotges. Va ser fundada a París el 1847 per Louis-François Cartier. Actualment és una filial de Compagnie Financière Richemont SA.
Cartier té una llarga història de vendes a la reialesa i les celebritats.  El Rei Edward VII d'Anglaterr va dir de Cartier com "el joier dels reis i el rei dels joiers."

## Productes
Els productes de Cartier inclou rellotges, peces de cuir i accessoris. Cada producte és venut com a part d'una col·lecció, que són:
- Happy Birthday
- Trinity de Cartier
- LOVE
- Panthère de Cartier
- Santos de Cartier
- Caresse d'orchidées par Cartier
- Tank Française
- Pasha de Cartier
- Collection les must*
- Paris Nouvelle Vague

### Rellotges

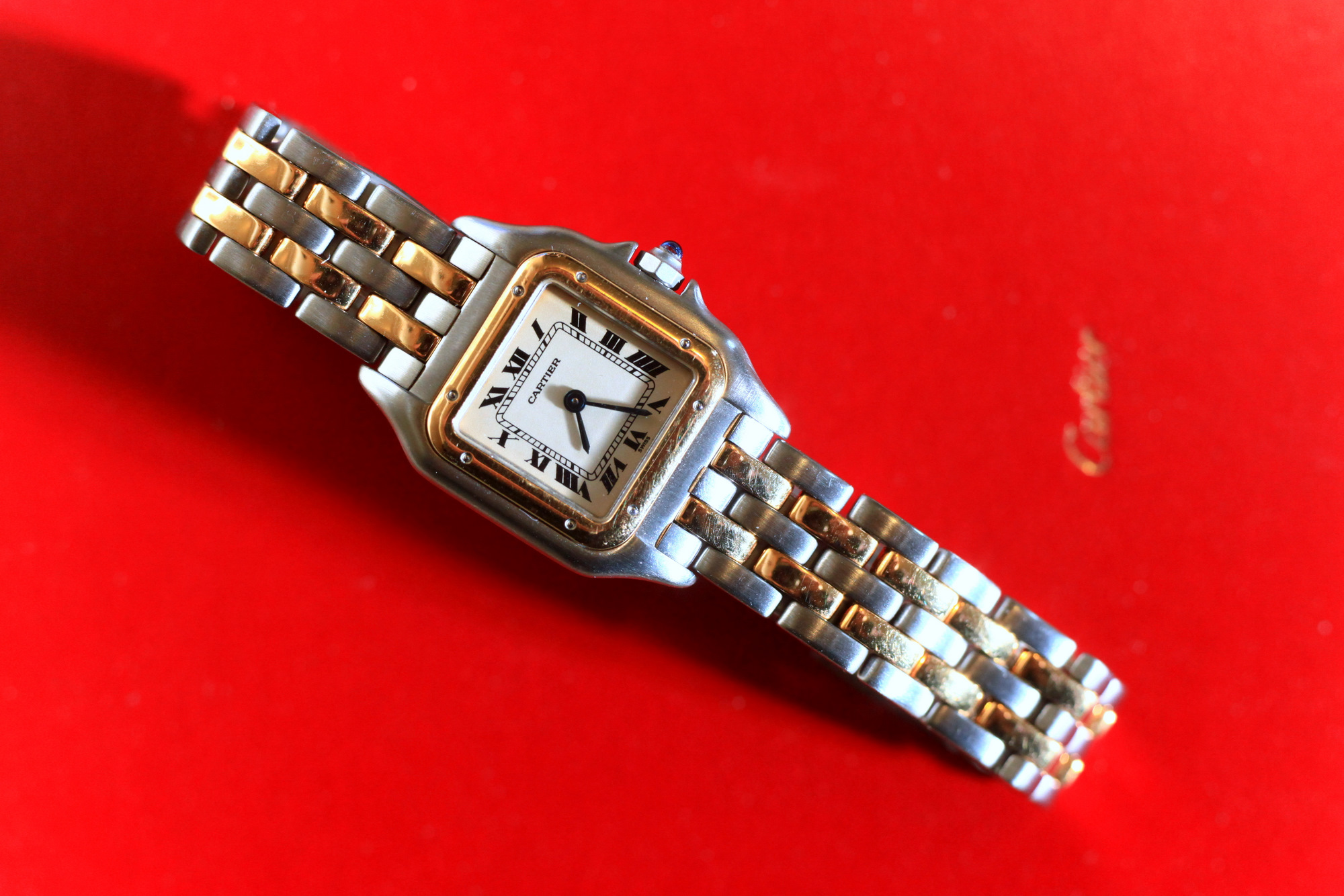
Rellotge de Cartier Panthere lady's 2 tone.

Cartier ha desenvolupat molts rellotges diferents. Les col·leccions clàssiques són:
- Calibre de Cartier
- Pasha de Cartier
- Ligne 21 de Cartier
- Tank
- Santos de Cartier
- Baignoire
- Tonneau
- Ballon Bleu de Cartier